# Leo Wilden
Leo Wilden (Düren, 1936. július 3. – Köln, 2022. május 5.) nyugatnémet válogatott német labdarúgó, hátvéd.

## Pályafutása

### Klubcsapatban
A VfL Köln 99 csapatában kezdte a labdarúgást, ahol 1956-ban mutatkozott be az első csapatban. 1958 és 1966 között az 1. FC Köln játékosa volt és két bajnoki címet szerzett az együttessel. 1966 és 1969 között a Bayer Leverkusen csapatában szerepelt és itt vonult vissza az aktív labdarúgástól.

### A válogatottban
1960 és 1964 között 15 alkalommal szerepelt a nyugatnémet válogatottban. Részt vett az 1962-es chilei világbajnokságon a csapattal.

## Sikerei, díjai
1. FC Köln
- Nyugatnémet bajnokság (Bundesliga)
  - bajnok: 1961–62, 1963–64
  - 2.: 1959–60, 1962–63